# Vlag van Letland

Geus van Letland

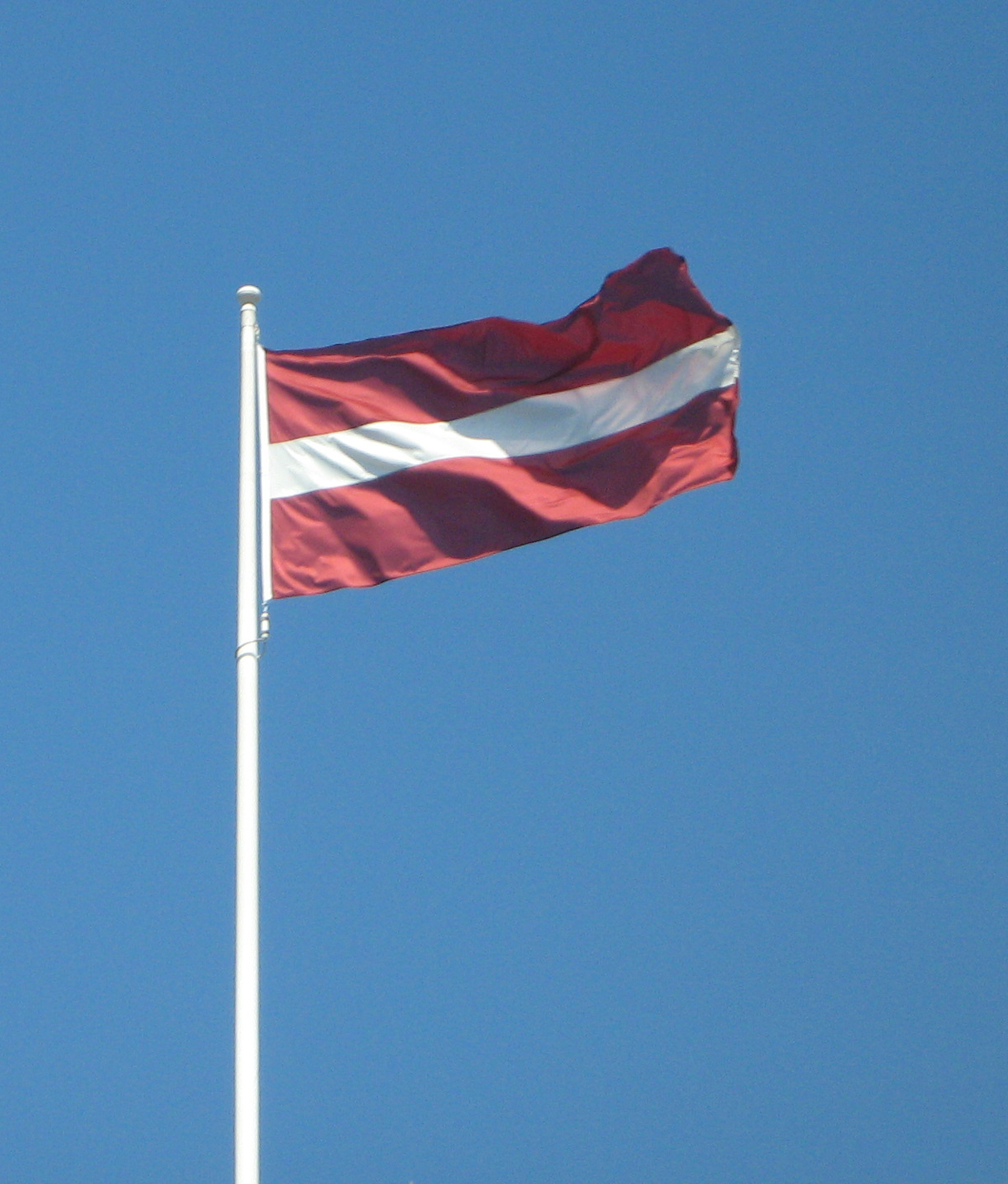
Wapperende Letse vlag

De vlag van Letland (Lets: Latvijas Republikas karogs) werd in 1922 aangenomen als vlag van de onafhankelijke Republiek Letland. Onder Sovjet-bestuur was de Letse vlag verboden. Na de herwonnen onafhankelijkheid werd de vlag op 27 februari 1990 in ere hersteld.

## Symboliek
De rood-wit-rode vlag komt sinds de late middeleeuwen in de Letse geschiedenis voor. Een legende zegt dat het ontwerp afkomstig is van een doek waarin een in een veldslag vermoorde leider werd gewikkeld; dit doek zou door het bloed rode randen hebben gekregen (zie onder Geschiedenis).
Tegenwoordig wordt vaak beweerd dat het rood van de vlag zou staan voor de bereidheid van de Letten om hun vrijheid te verdedigen. Het wit staat voor zuiverheid en gerechtigheid.

## Ontwerp
Het "rood" in de vlag is in feite karmijnrood; een bijzonder donkere kleur rood met componenten bruin en paars. Het wordt soms Lets rood genoemd.
Het rood wordt in verschillende kleursystemen als volgt gespecificeerd:
- Pantone: 201 C;
- RGB-kleursysteem: 157 34 53;
- CMYK: 0 78 66 38;
- HTML-hexadecimaal: #9D2235

De witte kleur is simpelweg wit.
De verhoudingen tussen de horizontale banen zijn 2:1:2 (elk van de rode banen is tweemaal zo hoog als de witte baan). De hoogte-breedteverhouding van de vlag is 1:2.

## Geschiedenis

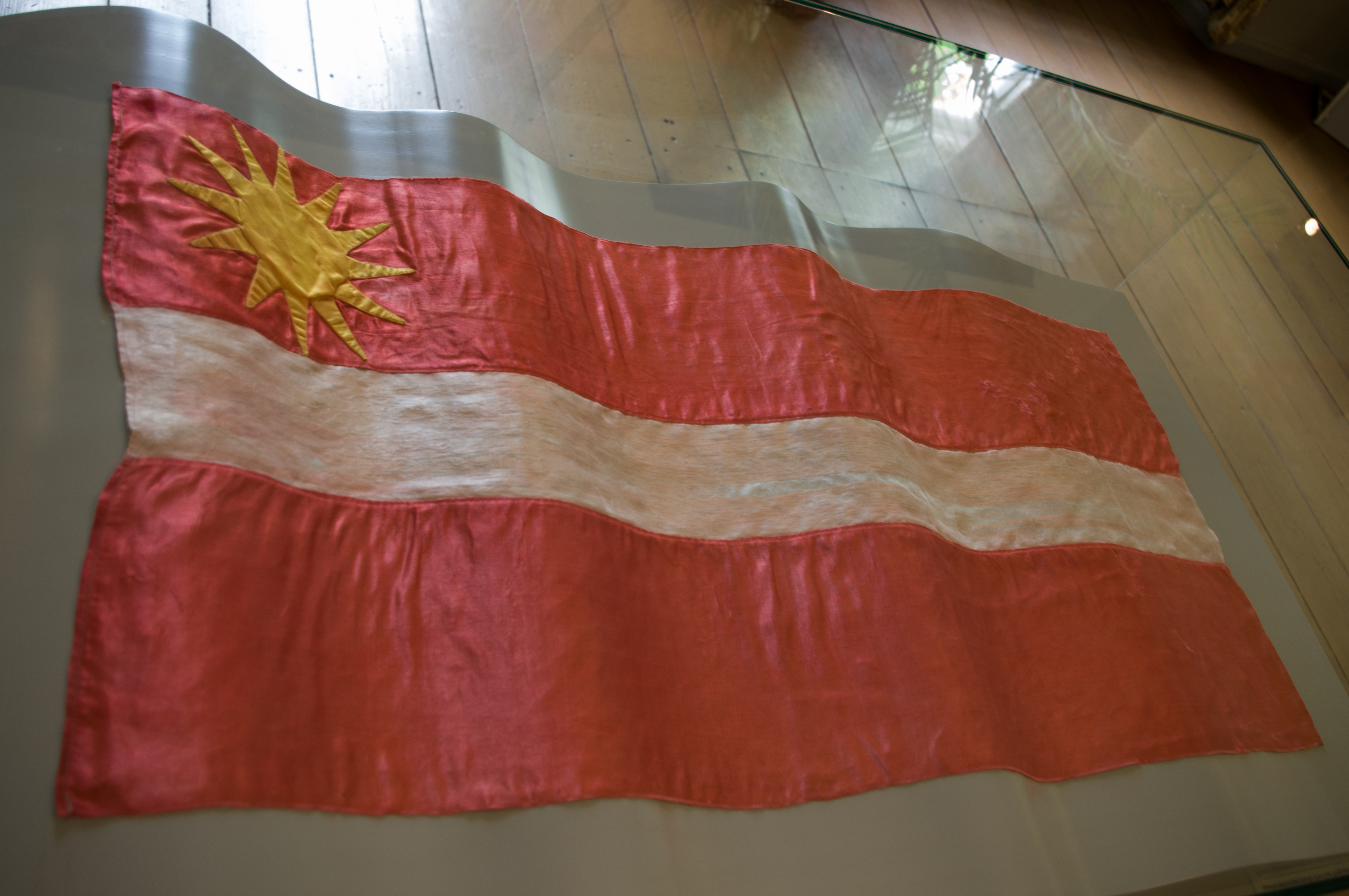
De oudst bekende vlag van Letland (1916), in het Cēsis museum van kunst en geschiedenis.

De rood-wit-rode vlag wordt voor het eerst genoemd in laat-dertiende-eeuwse Lijflandse Rijmkroniek, waarin gesproken wordt van een veldslag die rond 1280 plaatsvond. In deze veldslag trokken de Venden uit Cēsis (in noordelijk Letland) ten strijde onder een rode vlag met een witte streep. Dit ontwerp zou volgens kroniek gekozen zijn omdat bij een eerdere veldslag een dodelijk gewonde leider in een wit doek werd gewikkeld, waarna de randen van het doek door bloed doordrongen werden. Bij de volgende veldslag werd dit doek als een vlag gebruikt. Omdat die veldslag gewonnen werd, gebruikten de Letse stammen volgens deze legende sindsdien een rode vlag met een witte streep.
Gebaseerd op deze legende werd in mei 1917 de huidige vlag ontworpen door de kunstenaar Ansis Cīrulis. Ter onderscheiding van de Oostenrijkse vlag werd in 1918 het rood donkerder gemaakt en werd de witte streep smaller gemaakt. Op 15 juni 1921 legde het Letse parlement de vlag officieel vast, tegelijk met het wapen.

? Vlag van het Hertogdom Koerland en Semgallen, 1562-1795
? Vlag van het Gouvernement Koerland in het Russische Rijk, 1795-1915
Vlag van Letland, 1921-1940

Tussen 1795 en 1915 maakte Letland deel uit van het Russische Rijk, totdat het tijdens de Eerste Wereldoorlog door Duitsland bezet werd. Na afloop van de oorlog viel de Sovjet-Unie het land binnen en kwam Letland onder Sovjet-Russisch bestuur als deelrepubliek. De Letse Onafhankelijkheidsoorlog (1918-1920) brak uit; Letland won deze oorlog en werd in 1920 een onafhankelijke staat. Hieraan kwam in 1940 een einde toen de Sovjet-Unie het land opnieuw bezette, met instemming van nazi-Duitsland.

### Sovjet-tijdperk
Als deelrepubliek van de Sovjet-Unie (Letse SSR) had Letland een eigen vlag. Tussen 25 augustus 1940 en 17 januari 1953 was dit een egaal rode vlag met in de linkerbovenhoek in gouden letters de afkorting van het land, in het Lets (LPSR, Latvijas Padomju Sociālistiskā Republika). Sinds 17 januari 1953 was de vlag die hier rechtsonder afgebeeld staat de vlag van de Letse Sovjet-republiek. In het huidige Letland is het in het openbaar tonen van deze vlag verboden.

? Vlag van de SSR Letland, 1918-1920
? Vlag van de SSR Letland, 1940-1953
? ? Vlag van de SSR Letland, 1953-1990
? ? Vlag van de SSR Letland, 1953-1990 (achterzijde)

## Vlaginstructie
De nationale vlaginstructie stelt dat de vlag altijd ter versiering mag worden gebruikt, zolang dat met respect voor de vlag gebeurt. Het vernielen, respectloos behandelen en verkeerd tonen van de vlag kan bestraft worden.
De vlag moet ten minste 2,5 meter boven de grond hangen en goed aan de vlaggenmast of -stok worden bevestigd. De vlaggenmast of -stok moet langer zijn dan de langste zijde van de vlag, recht, wit geschilderd en bij voorkeur van hout gemaakt. De knop boven op de vlaggenmast moet breder zijn dan de mast. Als de vlag niet continu gehesen wordt, moet deze alleen tussen zonsopgang en -ondergang wapperen.
In tijden van rouw moet de vlag halfstok hangen. Als de vlag vastzit aan de mast waardoor het halfstok hijsen onmogelijk is, moet een zwart lint boven de vlag worden bevestigd. Het lint moet langer en 1/20 keer zo hoog zijn als de vlag.

### Met andere vlaggen
Alle vlaggen moeten van dezelfde grootte zijn. Als de vlaggen zich buiten bevinden, moet de Letse aan de linkerkant hangen. Als de vlaggen zich in een lijn bevinden, moet de Letse vlag links hangen en eventueel ook rechts. Vlaggen van andere landen of van internationale organisaties moeten dan op alfabetisch volgorde (in het Lets) geplaatst worden.
Als twee vlaggen zich binnen bevinden, moet de Letse vlag rechts geplaatst worden. Als meer dan twee vlaggen zich binnen bevinden, moet de Letse vlag in het midden geplaatst worden, waarbij de andere vlaggen op alfabetische volgorde (in het Lets) hangen.

### Vlagdagen
De volgende dagen zijn als vlagdagen aangemerkt:
- 16 februari — Onafhankelijkheidsdag van Litouwen;
- 24 februari — Onafhankelijkheidsdag van Estland;
- 25 maart (rouw) — Ter herinnering aan de slachtoffers van de communistische genocide;
- 1 mei — Dag van de Arbeid en Dag van de Grondwet;
- 4 mei — Onafhankelijkheidsdag (1990);
- 14 juni (rouw) — ter herinnering aan de slachtoffers van de communistische genocide;
- 17 juni (rouw) — ter herinnering aan het begin van de Sovjet-bezetting;
- 4 juli (rouw) — ter herinnering aan de slachtoffers van de Holocaust;
- 11 november — Lāčplēsisdag;
- 18 november — Onafhankelijkheidsdag (1918);
- Eerste vrijdag in december (rouw) — ter herinnering aan de slachtoffers van de communistische genocide.